# Елсворт Џонсон
Елсворт Рејмонд „Квргави“ Џонсон (енгл. Ellsworth Raymond "Bumpy" Johnson; 31. октобар 1905 — 7. јул 1968) је био амерички гангстер у Харлему у раном 20. веку.

## Младост
Џонсон је рођен у Чарлстону, Јужна Каролина и преселио се у Харлем са својим родитељима као мали. Надимак „Квргави“ је добио зато што је имао велику чворугу на потиљку.

## Криминална каријера
Џонсон је био сарадник мафијашког шефа Стефани Сент Клер. Он је био један од водећих криминалаца у харлемском подземљу који је водио неуспешан гангстерски рат против моћног гангстера Дача Шулца, који је инкорпорисао њујоршки организовани криминал у јеврејске и италијанске мафије тадашњице. Џонсона је касније унајмила Ђеновезе криминална породица да ради као њихов човек и да штити мафијашке операције у црначким крајевима од локалних криминалаца, при чему је упознао и више пута се састао са Чарлијем „Лакијем“ Лучаном.
Џонсон је био хапшен више од 40 пута и 3 пута је служио затворске казне пошто је био осуђен за дистрибуцију наркотика. У децембру 1965, Џонсон је извео штрајк (одбивши да оде из полицијске станице), протестујући против тога што га полиција константно прати и надгледа. Против њега је подигнута оптужница под именом „одбио да напусти полицијску станицу“, али ју је касније судија одбацио.

## Смрт
Квргави Џонсон је умро за време ручка у ресторану Велс (енгл. Wells Restaurant) у Њујорку на ћошку 132. улице и Седме Авеније. У време његове смрти, Џонсону је била одузета возачка дозвола, па је његов возач био његов пријатељ Џуни Бирд (енгл. Junie Byrd). Френк Лукас (енгл. Frank Lucas) је тврдио да је био са Џонсоном у тренутку његове смрти, али Џонсонова удовица је увек оспоравала ту изјаву и говорила је да је Лукас преувеличао његов однос са њеним мужем. Говорила је да је њен муж преминуо на рукама његовог пријатеља из детињства, Џуни Бирда, а не Лукаса. У време његове смрти, Квргави Џонсон је по четврти пут био оптужен за дистрибуцију наркотика, и претила му је четврта казна затвора. Елсворт Рејмонд „Квргави“ Џонсон је сахрањен на гробљу Вудлон (енгл. Woodlawn Cemetery). Наслов у новинама Њујорк Амстердам њуз је гласио: СМРТ КВРГАВОГ ОЗНАЧАВА КРАЈ ЈЕДНЕ ЕРЕ.